# Moson vármegye
Moson vármegye (németül Komitat Wieselburg, latinul: Comitatus Mosoniensis, szlovákul: Mošonská župa) közigazgatási egység volt a Magyar Királyság dunántúli részében. Területe ma Ausztria, Magyarország és Szlovákia között van felosztva.  Székhelye Magyaróvár (ma Mosonmagyaróvár) volt.

## Földrajz
A vármegye területe szinte mindenhol síkság volt, csak északnyugati sarkába nyúlt be a Lajta-hegység egy csoportja. A vármegye síkságának tengerszint fölötti magassága 112–120 méter között van mindenhol. Fontos folyói a Duna, a Lajta, és a Rábca, valamint lényeges tava a Fertő.
Északrólkeletről Pozsony vármegye, délkeletről Győr vármegye, délről Sopron vármegye, északnyugatról pedig Ausztria határolta.

## Történelem
A vármegyét Szent István király hozta létre az államalapítás és a királyi vármegyerendszer megszervezése idején Mosonvár központtal.
Székhelye régente Moson volt, később Magyaróvár lett. A 17. században Alsó-Ausztria a sárfenéki (Scharfeneck) uradalom négy községét (Sommerein (Lajtasomorja), Au, Hof, Mannersdorf) bekebelezte (ezt megelőzően Lajtafalutól (Potzneusiedl) délre a vármegye nyugati határát megszakítás nélkül a Lajta folyó képezte). A községek visszatéréséért a vármegye követei 1662 és 1848 között 12 alkalommal interveniáltak a pozsonyi rendi országgyűlésen.
A trianoni döntés után keleti része  Magyarországnak maradt, a vármegye nyugati részét Ausztria területéhez csatolták, a Duna balpartján lévő csekély terület pedig a Cseh-Szlovák állam része lett.
1923-ban Magyarországon maradt területeit a szintén csonka Győr és Pozsony vármegyékkel összevonták, létrehozva Győr, Moson és Pozsony közigazgatásilag egyelőre egyesített vármegyét, melynek neve a második világháború után Győr-Moson megye lett. 1947-ben a párizsi békekötéskor 3 község (Oroszvár, Horvátjárfalu és Dunacsún) Csehszlovákiához került a pozsonyi hídfő kiszélesítéséhez. Az 1950-es megyerendezéskor Győr-Moson megye egyesült Sopron megyével, így jött létre Győr-Sopron megye, melynek neve 1990 óta Győr-Moson-Sopron megye.

## Lakosság
1910-ben a vármegyének összesen 94 479 lakosa volt, ebből:
- 51 997 (55,04%) német
- 33 006 (34,93%) magyar
- 8 123 (8,60%) horvát

## Közigazgatás
A vármegye három járásra volt felosztva 1910-ben:
- Magyaróvári járás, székhelye Magyaróvár
- Nezsideri járás, székhelye Nezsider
- Rajkai járás, székhelye Rajka

## A vármegye ispánjai, főispánjai, vezetői.
- Héder 1146
- Győr nembeli Poth 1199–1214
- Botiz 1219–1220
- Lőrinc 1264–1267
- Héder nembeli Herrand 1268–1269
- Máté 1277 után
- Péter 1279
- Amadé 1285
- Héder nembeli Kőszegi (Németújvári) Iván 1287–1290
- Győr nembéli Óvári Jakab 1292
- Héder nembeli Kőszegi János 1303
- Hencfi János 1317–1335
- Wolfurti Ulrik 1350–1352
- Wolfurti Rudolf 1350–1359
- Wolfurti Konrád 1357–1359
- Nezdei Besenyő János 1360–1362
- Kusalyi Jakcs 1362
- Hédervári Miklós 1368–1371
- Oroszvári Tompek György 1401
- Hédervári Lőrinc 1421–1447
- Hédervári Imre 1447
- III. Ferdinánd király 1641
- gróf Draskovich Miklós 1662
- herceg Esterházy Pál 1702–
- gróf Esterházy Ferenc 1793–
- gróf Győry Ferenc –1807
- gróf Szapáry József 1807–1822
- gróf Zichy Károly 1822–1836
- gróf Nádasdy Ferenc 1836–1845
- gróf Zichy Henrik 1845–1848 és 1861–1867
- gróf Hunyady László 1867–1871
- herceg Esterházy Pál 1871–1872
- gróf Batthyány József 1872–1879
- báró Miske Imre 1879–1884
- Simon Gyula 1884–1893
- gróf Pálffy-Daun Vilmos 1893–1900
- dr. Hegyi Gyula 1917–1919
- Szontagh Jenő –1919
- Zsembery István 1920
- Berg Miksa 1920
- Réthey Ferenc 1920–1923